# II. Fülöp tarantói herceg
II. Fülöp (1329 – Taranto, 1373. november 25.), olaszul: Filippo II d'Angiò/Filippo II di Taranto, görögül: Φίλιππος Β΄ του Τάραντος, franciául: Philippe II d'Anjou-Sicile/Philippe II de Tarente, nápolyi királyi és tarantói herceg, valamint címzetes konstantinápolyi latin császár (III. Fülöp néven). Anjou Erzsébet magyar hercegnő férje, Tarantói Johanna örmény királyné mostohaöccse és lányának, Korikoszi Mária örmény királynénak a nagybátyja, valamint I. Johanna nápolyi királynő sógora.

## Élete

Tarantói Fülöp címere

Édesapja I. Fülöp tarantói herceg és címzetes konstantinápolyi latin császár, II. Károly nápolyi király és Árpád-házi Mária fia.
Édesanyja II. (Valois) Katalin címzetes konstantinápolyi latin császárnő, Valois Károly francia királyi herceg, címzetes konstantinápolyi latin császár és  I. (Courtenay) Katalin címzetes konstantinápolyi latin császárnő leánya.
Fülöp volt szülei legkisebb gyermeke. Volt egy hasonnevű bátyja, Fülöp, Románia despotája, aki 1330-ban hunyt el.
Mivel Fülöp volt szülei legkisebb fia nem sok reménye volt arra, hogy valaha Taranto hercege legyen. Két bátyja, Róbert és Lajos is azonban gyermektelenül, illetve törvényes gyermekek hátrahagyása nélkül halt meg, így amikor 1364 szeptemberében Róbert herceg meghalt, Fülöp lett Taranto és Achia hercege, valamint a címzetes konstantinápolyi latin császári címet is megörökölte.

## Gyermekei
Első felesége Mária nápolyi királyi hercegnő, I. Johanna nápolyi királynő húga, akivel 1355 áprilisában kötött házasságot. Máriának ez a harmadik házassága volt már. Öt gyermekük született, de valamennyiük kisgyermekkorában meghalt:
- Fülöp (szül.1356-megh. 1356/57)
- Károly(szül.1358)
- Fülöp (szül. 1360)
- gyermek (szül.1362)
- gyermek (szül. 1366) születését követően az anya is meghalt

Második felesége Erzsébet magyar királyi hercegnő, István herceg és Bajor Margit lánya. Vele 1370. október 20-án házasodott össze, akinek Korfu szigete volt a hozománya. Egyetlen gyermekük született:
- Fülöp (1371–fiatalon) néhány hónapos korában meghalt

Miután egyik házasságából sem született életképes gyermeke, Fülöp unokaöccsét Balzo Jakabot, Balzo Antónia szicíliai királyné bátyját tette meg örökösének.

## Külső hivatkozások
- Cawley, Charles: Sicily/Naples: Counts & Kings (angol nyelven). Foundation for Medieval Genealogy. (Hozzáférés: 2015. március 30.)
- Gli Angioini (Dinastia di Angiò) (olasz nyelven). Libro d’Oro della Nobilità Mediterranea. (Hozzáférés: 2015. március 30.)
- Marek, Miroslav: Capet family (angol nyelven). Euweb. (Hozzáférés: 2015. március 30.)
- Schreiber, Karl-Heinz: Philipp II. Fürst von Tarent (német nyelven). Genealogie-Mittelalter (Kapetinger). (Hozzáférés: 2015. március 30.)
- Schreiber, Karl-Heinz: Philipp II. Fürst von Tarent (német nyelven). Genealogie-Mittelalter (Kreuzzüge). (Hozzáférés: 2015. március 30.)

| Előző II. (Anjou) Róbert | Achaja hercege 1364 – 1373 | Következő I. (Nápolyi) Johanna |

| Előző I. (Anjou) Róbert | Taranto hercege 1364 – 1373 | Következő I. (Balzo) Jakab |

| Előző II. (Anjou) Róbert | Konstantinápolyi latin császár 1364 – 1373 de iure | Következő I. (Balzo) Jakab |